# Bajtovar Nazirov
Bajtovar Bajirzhanovich Nazirov –en ruso, Бахтовар Бахиржанович Назиров– (Languepás, 16 de mayo de 1994) es un deportista ruso que compitió en boxeo. En los Juegos Europeos de Bakú 2015 obtuvo una medalla de oro en el peso gallo.

## Palmarés internacional
| Juegos Europeos | Juegos Europeos   | Juegos Europeos | Juegos Europeos |
| Año             | Lugar             | Medalla         | Categoría       |
| --------------- | ----------------- | --------------- | --------------- |
| 2015            | Bakú (Azerbaiyán) | Medalla de oro  | 56 kg           |